# ماكس فاراند
ماكس فاراند (بالإنجليزية: Max Farrand)‏ هو مؤرخ أمريكي، ولد في 29 مارس 1869 في نيوآرك في الولايات المتحدة، وتوفي في 17 يونيو 1945 في بار هربور في الولايات المتحدة.